# Cratere Nareau
Nareau è un cratere sulla superficie di Rea.